# Подґрич
Подґрич (словен. Podgrič) — невелике поселення у верхньому краю долини Віпави під південно-західними схилами гори Нанос в общині Віпава. Висота над рівнем моря: 231 метрів.